# Пані та панове
«Пані та панове» (італ. Signore & signori) — кінокомедія 1966 року, поставлена італійським режисером П'єтро Джермі. Фільм здобув Золоту пальмову гілку 19-го Каннського кінофестивалю 1966 року та низку інших професійних кінонагород і номінацій .

## Сюжет
За добропристойним фасадом італійського провінційного містечка Венето киплять бурхливі пристрасті. Тоні Гаспаріні прикидається імпотентом, щоб безбоязно продовжувати любовний зв'язок з дружиною свого лікаря. Банківський службовець Освальдо Бізігато кидає сварливу дружину, щоб, не криючись, жити з коханкою, але ревниві чоловіки містечка об'єднуються, аби покарати коханців за те, що вони афішують свої стосунки. Водночас усі стовпи місцевої спільноти оплачують послуги юної дівчини з провінції, батько якої несподівано заявляє, що вона - неповнолітня, і звертається до суду…

## В ролях
| Вірна Лізі        | ···· | Мілена             |
| Гастоне Москін    | ···· | Освальдо Бізігато  |
| Нора Річчі        | ···· | Джильда            |
| Альберто Льонелло | ···· | Тоні Гаспаріні     |
| Ольга Віллі       | ···· | Іпполіта Гаспаріні |
| Франко Фабріці    | ···· | Ліно Бенедетті     |
| Беба Лончар       | ···· | Ноемі              |
| Джиджі Балліста   | ···· | Джакінто           |
| Джуліо Квесті     | ···· | Франко Заккаріа    |
| Мойра Орфей       | ···· | Жоржетта Каселлато |

## Визнання
| Нагороди та номінації фільму «Пані та панове» | Нагороди та номінації фільму «Пані та панове»     | Нагороди та номінації фільму «Пані та панове»  | Нагороди та номінації фільму «Пані та панове»                       | Нагороди та номінації фільму «Пані та панове» | Нагороди та номінації фільму «Пані та панове» |
| Рік                                           | Кінофестиваль/кінопремія                          | Категорія/нагорода                             | Номінант                                                            | Результат                                     |                                               |
| --------------------------------------------- | ------------------------------------------------- | ---------------------------------------------- | ------------------------------------------------------------------- | --------------------------------------------- | --------------------------------------------- |
| 1966                                          | 19-й Каннський міжнародний кінофестиваль          | Золота пальмова гілка                          | Пані та панове                                                      | Перемога                                      |                                               |
| 1966                                          | Давид ді Донателло                                | Найкращий режисер                              | П'єтро Джермі                                                       | Перемога                                      |                                               |
| 1966                                          | Давид ді Донателло                                | Найкращий продюсер                             | Робер Аджаг, П'єтро Джермі                                          | Перемога                                      |                                               |
| 1967                                          | Золотий глобус                                    | Найкращий фільм іноземною мовою                | Пані та панове                                                      | Номінація                                     |                                               |
| 1967                                          | Золотий глобус (Італія)                           | Найкращий фільм                                | Пані та панове                                                      | Перемога                                      |                                               |
| 1967                                          | Італійський національний синдикат кіножурналістів | Срібна стрічка за найкращий оригінальний сюжет | П'єтро Джермі, Лучано Вінченцоні                                    | Номінація                                     |                                               |
| 1967                                          | Італійський національний синдикат кіножурналістів | Срібна стрічка за найкращий сценарій           | П'єтро Джермі, Агеноре Інкроччі, Фуріо Скарпеллі, Лучано Вінченцоні | Перемога                                      |                                               |
| 1967                                          | Італійський національний синдикат кіножурналістів | Срібна стрічка найкращому актору другого плану | Гастоне Москін                                                      | Перемога                                      |                                               |
| 1967                                          | Італійський національний синдикат кіножурналістів | Срібна стрічка найкращій акторці другого плану | Ольга Віллі                                                         | Перемога                                      |                                               |